# Génération des surfaces
La génération des surfaces est exécutée sur des pièces usinées sur machine-outil selon une génératrice (arête de l’outil) et une directrice,,.

## Généralités
Il existe deux manières de générer la surface recherchée : par travail de forme ou par travail d'enveloppe. Dans le cas du travail de forme c'est la forme de l'arête tranchante de l'outil qui conditionne la surface obtenue. Dans le cas du travail d'enveloppe, c'est la conjonction des mouvements de coupe et d'avance qui définit la surface finale.

## Surfaces planes (fig.1)
C’est la génération d’un plan produit par déplacement d’une génératrice rectiligne AB suivant une directrice CD. Les positions successives de AB sont des parallèles situées dans le même plan.

### Opération
- Surfaçage obtenu par rabotage : l’outil trace une série de trajectoires parallèles et rectilignes séparées par un intervalle (avance).
- Dressage obtenu par tournage : l’outil trace une spirale conforme à la surface plane à réaliser. Cette spirale résulte de la combinaison d’un mouvement circulaire appliqué à la pièce et d’un   mouvement rectiligne appliqué à l’outil, le pas de la spirale étant produit par l’avance.
- Surfaçage de face obtenue par fraisage : chaque dent de la fraise trace une série de cycloïdes situées dans le plan à réaliser. Mouvement circulaire appliqué à la fraise et rectiligne appliqué à la pièce.
- Réalisation des surfaces planes par outil à arête rectiligne génératrice : on obtient une surface plane, par déplacement d’une génératrice rectiligne suivant une directrice plane, elle-même rectiligne ou circulaire :
  - sur perceuse : lamage (directrice circulaire),
  - sur raboteuse : défonçage (directrice rectiligne),
  - sur tour : dressage à l’outil couteau (directrice circulaire),
  - sur raboteuse : brochage (directrice rectiligne).

## Surfaces de révolution (fig. 2)
Surfaces qui peuvent être engendrées par la rotation d’une génératrice autour d'un axe fixe, et qui limitent des solides de révolution. Toute section d'un solide de révolution (selon un plan normal à son axe) est un disque ayant pour centre la projection de cet axe sur le plan de coupe.

### Opérations
- tournage, rectification, galetage, rodage, roulage,
- génération de cylindre, cône, sphère ou surface quelconque sur tour, rectifieuse,
- perçage ou alésage sur tour, perceuse, aléseuse, fraiseuse (surfaces cylindriques intérieures).

## Surfaces spéciales (fig. 3)
Ce sont des surfaces qui ne sont ni planes, ni cylindriques, ni coniques. 
- filetages extérieurs ou intérieurs de profils divers,
- dentures d’engrenages droits ou hélicoïdaux,
- dispositifs à rotule, matrices, poinçons, lamage à fond plat, logement de clavette.

Usinages obtenus par tournage (tour automatique), fraisage sur machine à fraiser les filets, taillage de denture d’engrenage droit ou conique.

## Surfaces associées (fig. 4)
Ce sont des surfaces obtenues simultanément sur une même pièce sans démontage de celle-ci. Respect de certaines obligations techniques ou fonctionnelles de concentricité, distance, parallélisme, perpendicularité, obliquité.

### Opérations
- Tournage, rectification d’arbre à plusieurs portées, arbre creux, douille,
- fraisage de coulisse rectangulaire, pièce en forme d’équerre,
- perçage de trous coaxiaux, trous lamés,
- rabotage, mortaisage de bancs de machine, rainures en T, lumières rectangulaires.